# Scandinavian Touring Car Championship 2012
Scandinavian Touring Car Championship 2012 er den anden sæson af det skandinaviske standardvognsmesterskab, Scandinavian Touring Car Championship. Scandinavian Touring Car Championship 2012 er den første sæson, hvori der deltager biler, som er bygget efter Next Generation Touring Car-regler (NGTC).
| Sæson 2012 af Scandinavian Touring Car Championship | Sæson 2012 af Scandinavian Touring Car Championship | Sæson 2012 af Scandinavian Touring Car Championship | Sæson 2012 af Scandinavian Touring Car Championship | Sæson 2012 af Scandinavian Touring Car Championship | Sæson 2012 af Scandinavian Touring Car Championship | Sæson 2012 af Scandinavian Touring Car Championship | Sæson 2012 af Scandinavian Touring Car Championship | Sæson 2012 af Scandinavian Touring Car Championship | Sæson 2012 af Scandinavian Touring Car Championship | Sæson 2012 af Scandinavian Touring Car Championship | Sæson 2012 af Scandinavian Touring Car Championship | Sæson 2012 af Scandinavian Touring Car Championship | Sæson 2012 af Scandinavian Touring Car Championship | Sæson 2012 af Scandinavian Touring Car Championship | Sæson 2012 af Scandinavian Touring Car Championship | Sæson 2012 af Scandinavian Touring Car Championship | Sæson 2012 af Scandinavian Touring Car Championship | Sæson 2012 af Scandinavian Touring Car Championship | Sæson 2012 af Scandinavian Touring Car Championship | Sæson 2012 af Scandinavian Touring Car Championship |
| Forrige sæson                                       | Næste sæson                                         |                                                     |                                                     |                                                     |                                                     |                                                     |                                                     |                                                     |                                                     |                                                     |                                                     |                                                     |                                                     |                                                     |                                                     |                                                     |                                                     |                                                     |                                                     |                                                     |
| 2011                                                | 2013                                                |                                                     |                                                     |                                                     |                                                     |                                                     |                                                     |                                                     |                                                     |                                                     |                                                     |                                                     |                                                     |                                                     |                                                     |                                                     |                                                     |                                                     |                                                     |                                                     |
| --------------------------------------------------- | --------------------------------------------------- | --------------------------------------------------- | --------------------------------------------------- | --------------------------------------------------- | --------------------------------------------------- | --------------------------------------------------- | --------------------------------------------------- | --------------------------------------------------- | --------------------------------------------------- | --------------------------------------------------- | --------------------------------------------------- | --------------------------------------------------- | --------------------------------------------------- | --------------------------------------------------- | --------------------------------------------------- | --------------------------------------------------- | --------------------------------------------------- | --------------------------------------------------- | --------------------------------------------------- | --------------------------------------------------- |

## Hold og kørere
Deltager som kører med nr. 88–99 deltager også i Semcon cup
| Hold                        | Biltype             | Nr. | Kører                | Race |
| --------------------------- | ------------------- | --- | -------------------- | ---- |
| Chevrolet Motorsport Sweden | Chevrolet Cruze     | 1   | Rickard Rydell       | All  |
| Chevrolet Motorsport Sweden | Chevrolet Cruze     | 4   | Michel Nykjær        | All  |
| Biogas.se                   | Volkswagen Scirocco | 2   | Jordi Gené           | All  |
| Biogas.se                   | Volkswagen Scirocco | 3   | Johan Kristoffersson | All  |
| IPS Team Biogas             | Volkswagen Scirocco | 15  | Patrik Olsson        | All  |
| IPS Team Biogas             | Volkswagen Scirocco | 21  | Johan Stureson       | All  |
| Honda Racing Sweden         | Honda Civic         | 17  | Tomas Engström       | All  |
| SEAT Sport Sweden           | SEAT León           | 22  | Robin Appelqvist     | All  |
| SEAT Sport Sweden           | SEAT León           | 23  | Santosh Berggren     | All  |
| MECA                        | Alfa Romeo 156      | 89  | Claes Hoffsten       | 1    |
| NP Racing                   | SEAT León           | 90  | Niclas Olsson        | All  |
| G-Rex Sweden                | Mercedes C200       | 91  | Tony Johansson       | 2–8  |
| Memphis Racing              | Opel Astra          | 92  | André Andersson      | 1–2  |
| Memphis Racing              | BMW 320i            | 92  | André Andersson      | 3–8  |
| BMS Event                   | Audi A4             | 97  | Joakim Ahlberg       | All  |
| BMS Event                   | Audi A4             | 98  | Andreas Ahlberg      | All  |

- WestCoast Racing, Polestar Racing, Flash Engineering osv. har forladt serien til fordel for den nye svenske sportsvogns serie TTA. Da de omtalte teams og  STCC ikke har kun blive enige andgåede omstændighederne omkring de nye NGTC regler som blev indført i år. Det har givet  STCC et voldsomt tab af deltager. Arrangørerne bag  STCC vil prøve at flere deltager ved at hæve pengepræmien.
- Michel Nykjær deltager fast i  STCC med Chevrolet Motorsport Sweden som den første dansker. Nykjær bliver teamkammerat med sidste års  STCC vinder Rickard Rydell. Både Rydell og Nykjær har deltaget i WTCC i år ved siden af  STCC.
- Volkswagen udvidet deres deltagelse i  STCC med et ekstra teams. Den tidligere spanske WTCC kører Jordi Gené og Johan Kristoffersson er teamkammerater i det oprigelige Biogas.se. Den gamle Biogas kører Patrik Olsson kører i det nye team (IPS Team Biogas). Patrik Olsson's teamkammerat blev den tidligere BMW kører Johan Stureson.
- BMS Event gik fra BMW 320i til Audi A4 og Joakim Ahlberg fik sin bror Andreas Ahlberg som teamkammerat.
- Tomas Engström skiftede sin Honda Accord ud med den nye Honda Civic.

## Løbskalender og resultater
| Løb | Løb | Bane                   | Dato          | Pole position        | Hurtigste omgang     | Vinder               | Vinderhold                  |
| --- | --- | ---------------------- | ------------- | -------------------- | -------------------- | -------------------- | --------------------------- |
| 1   | R1  | Mantorp Park           | 5. maj        | Johan Stureson       | Rickard Rydell       | Johan Kristoffersson | Biogas.se                   |
| 1   | R2  | Mantorp Park           | 5. maj        | Johan Kristoffersson | Rickard Rydell       | Johan Kristoffersson | Biogas.se                   |
| 2   | R3  | Ring Knutstorp         | 19. maj       | Rickard Rydell       | Rickard Rydell       | Rickard Rydell       | Chevrolet Motorsport Sweden |
| 2   | R4  | Ring Knutstorp         | 19. maj       | Michel Nykjær        | Michel Nykjær        | Michel Nykjær        | Chevrolet Motorsport Sweden |
| 3   | R5  | Sturup Raceway         | 16. juni      | Tomas Engström       | Tomas Engström       | Tomas Engström       | Honda Racing Sweden         |
| 3   | R6  | Sturup Raceway         | 16. juni      | Michel Nykjær        | Tomas Engström       | Michel Nykjær        | Chevrolet Motorsport Sweden |
| 4   | R7  | Mantorp Park           | 7. juli       | Rickard Rydell       | Tomas Engström       | Johan Kristoffersson | Biogas.se                   |
| 4   | R8  | Mantorp Park           | 7. juli       | Michel Nykjær        | Tomas Engström       | Michel Nykjær        | Chevrolet Motorsport Sweden |
| 5   | R9  | Airport Race Östersund | 11. august    | Tomas Engström       | Tomas Engström       | Tomas Engström       | Honda Racing Sweden         |
| 5   | R10 | Airport Race Östersund | 11. august    | Tomas Engström       | Tomas Engström       | Tomas Engström       | Honda Racing Sweden         |
| 6   | R11 | Jyllandsringen         | 25. august    | Michel Nykjær        | Jordi Gené           | Michel Nykjær        | Chevrolet Motorsport Sweden |
| 6   | R12 | Jyllandsringen         | 25. august    | Jordi Gené           | Johan Kristoffersson | Patrik Olsson        | IPS Team Biogas             |
| 7   | R13 | Ring Knutstorp         | 8. september  | Michel Nykjær        | Michel Nykjær        | Michel Nykjær        | Chevrolet Motorsport Sweden |
| 7   | R14 | Ring Knutstorp         | 8. september  | Rickard Rydell       | Michel Nykjær        | Rickard Rydell       | Chevrolet Motorsport Sweden |
| 8   | R15 | Solvalla Stockholm     | 22. september | Johan Kristoffersson | Johan Stureson       | Johan Kristoffersson | Biogas.se                   |
| 8   | R16 | Solvalla Stockholm     | 22. september | Patrik Olsson        | Johan Stureson       | Johan Kristoffersson | Biogas.se                   |

### Kørernes mesterskab
| Pos.                      | Kører                     | MAN                       | MAN                       | KNU                       | KNU                       | STU                       | STU                       | MAN                       | MAN                       | ÖST                       | ÖST                       | JYL                       | JYL                       | KNU                       | KNU                       | SOL                       | SOL                       | Point                     |                           |                           |
| Scandinavian-mesterskabet | Scandinavian-mesterskabet | Scandinavian-mesterskabet | Scandinavian-mesterskabet | Scandinavian-mesterskabet | Scandinavian-mesterskabet | Scandinavian-mesterskabet | Scandinavian-mesterskabet | Scandinavian-mesterskabet | Scandinavian-mesterskabet | Scandinavian-mesterskabet | Scandinavian-mesterskabet | Scandinavian-mesterskabet | Scandinavian-mesterskabet | Scandinavian-mesterskabet | Scandinavian-mesterskabet | Scandinavian-mesterskabet | Scandinavian-mesterskabet | Scandinavian-mesterskabet | Scandinavian-mesterskabet | Scandinavian-mesterskabet |
| ------------------------- | ------------------------- | ------------------------- | ------------------------- | ------------------------- | ------------------------- | ------------------------- | ------------------------- | ------------------------- | ------------------------- | ------------------------- | ------------------------- | ------------------------- | ------------------------- | ------------------------- | ------------------------- | ------------------------- | ------------------------- | ------------------------- | ------------------------- | ------------------------- |
| 1                         | Johan Kristoffersson      | 1                         | 1                         | 2                         | 3                         | 6                         | 2                         | 1                         | 4                         | 2                         | 6                         | 3                         | 3                         | 4                         | Ret                       | 1                         | 1                         | 264                       |                           |                           |
| 2                         | Rickard Rydell            | 2                         | 2                         | 1                         | 2                         | 5                         | 3                         | 2                         | 3                         | 3                         | 4                         | 2                         | 4                         | 3                         | 1                         | 4                         | 4                         | 258                       |                           |                           |
| 3                         | Michel Nykjær             | 6                         | 4                         | DSQ                       | 1                         | 4                         | 1                         | 4                         | 1                         | 5                         | 5                         | 1                         | 2                         | 1                         | 2                         | 9                         | 8                         | 231                       |                           |                           |
| 4                         | Patrik Olsson             | 5                         | 5                         | 4                         | 6                         | 3                         | 4                         | 6                         | 5                         | Ret                       | 7                         | 4                         | 1                         | 2                         | 4                         | 3                         | 5                         | 183                       |                           |                           |
| 5                         | Tomas Engström            | Ret                       | DNS                       | 3                         | 4                         | 1                         | 5                         | 3                         | 2                         | 1                         | 1                         | Ret                       | Ret                       | Ret                       | 5                         | 5                         | 3                         | 178                       |                           |                           |
| 6                         | Johan Stureson            | 3                         | 3                         | 5                         | 5                         | 2                         | 11                        | 5                         | 6                         | Ret                       | 3                         | 5                         | Ret                       | 5                         | 5                         | 2                         | 2                         | 167                       |                           |                           |
| 7                         | Jordi Gene                | 4                         | 6                         | 6                         | 7                         | 7                         | 6                         | 7                         | 7                         | 4                         | 2                         | 6                         | 5                         | 6                         | 3                         | 6                         | 6                         | 147                       |                           |                           |
| 8                         | Niclas Olsson             | 8                         | 7                         | 9                         | 9                         | 8                         | 7                         | Ret                       | 10                        | Ret                       | 9                         | 8                         | 6                         | 8                         | 9                         | 8                         | 7                         | 55                        |                           |                           |
| 9                         | Santosh Berggren          | 7                         | Ret                       | 7                         | 8                         | 10                        | 12                        | 11                        | 8                         | DNS                       | DNS                       | 7                         | 9                         | 7                         | 8                         | 7                         | 10                        | 46                        |                           |                           |
| 10                        | Joakim Ahlberg            | 10                        | 10                        | Ret                       | 12                        | 11                        | 10                        | 9                         | Ret                       | 6                         | 12                        | 12                        | 7                         | 9                         | 10                        | 10                        | 9                         | 25                        |                           |                           |
| 11                        | Andreas Ahlberg           | Ret                       | 9                         | 10                        | 11                        | 9                         | 8                         | 8                         | 11                        | 7                         | 10                        | 9                         | 11                        | 10                        | Ret                       | 11                        | 11                        | 23                        |                           |                           |
| 12                        | Robin Appelqvist          | Ret                       | 8                         | 8                         | Ret                       | 13                        | DNS                       | Ret                       | 9                         | Ret                       | 8                         | Ret                       | 10                        | Ret                       | 7                         | Ret                       | Ret                       | 21                        |                           |                           |
| 13                        | André Andersson           | 11                        | Ret                       | DNS                       | DNS                       | 12                        | 9                         | 10                        | 12                        | 8                         | 11                        | 11                        | 8                         | 11                        | 11                        | DNS                       | DNS                       | 11                        |                           |                           |
| 14                        | Tony Johansson            |                           |                           | Ret                       | 10                        | Ret                       | DNS                       | Ret                       | Ret                       | 9                         | Ret                       | 10                        | Ret                       | DNS                       | DNS                       | DNS                       | DNS                       | 4                         |                           |                           |
| 15                        | Claes Hoffsten            | 9                         | Ret                       |                           |                           |                           |                           |                           |                           |                           |                           |                           |                           |                           |                           |                           |                           | 2                         |                           |                           |
| Semcon Cup                |                           |                           |                           |                           |                           |                           |                           |                           |                           |                           |                           |                           |                           |                           |                           |                           |                           |                           |                           |                           |
| 1                         | Niclas Olsson             | 8                         | 7                         | 9                         | 9                         | 8                         | 7                         | Ret                       | 10                        | Ret                       | 9                         | 8                         | 6                         | 8                         | 9                         | 8                         | 7                         | 350                       |                           |                           |
| 2                         | Andreas Ahlberg           | Ret                       | 9                         | 10                        | 11                        | 9                         | 8                         | 8                         | 11                        | 7                         | 10                        | 9                         | 11                        | 10                        | Ret                       | 11                        | 11                        | 241                       |                           |                           |
| 3                         | Joakim Ahlberg            | 10                        | 10                        | Ret                       | 12                        | 11                        | 10                        | 9                         | Ret                       | 6                         | 12                        | 12                        | 7                         | 9                         | 10                        | 10                        | 9                         | 224                       |                           |                           |
| 4                         | André Andersson           | 11                        | Ret                       | DNS                       | DNS                       | 12                        | 9                         | 10                        | 12                        | 8                         | 11                        | 11                        | 8                         | 11                        | 11                        | DNS                       | DNS                       | 153                       |                           |                           |
| 5                         | Tony Johansson            |                           |                           | Ret                       | 10                        | Ret                       | DNS                       | Ret                       | Ret                       | 9                         | Ret                       | 10                        | Ret                       | DNS                       | DNS                       | DNS                       | DNS                       | 45                        |                           |                           |
| 6                         | Claes Hoffsten            | 9                         | Ret                       |                           |                           |                           |                           |                           |                           |                           |                           |                           |                           |                           |                           |                           |                           | 18                        |                           |                           |
| Pos.                      | Kører                     | MAN                       | MAN                       | KNU                       | KNU                       | STU                       | STU                       | MAN                       | MAN                       | ÖST                       | ÖST                       | JYL                       | JYL                       | KNU                       | KNU                       | SOL                       | SOL                       | Point                     |                           |                           |

| Farve      | Resultat                                      |
| ---------- | --------------------------------------------- |
| Guld       | Vinder                                        |
| Silver     | 2. plads                                      |
| Bronze     | 3. plads                                      |
| Grøn       | points                                        |
| Blue       | ingen points                                  |
| Blue       | Ikke-klassificeret (NC)                       |
| Purple     | Ikke fuldført (Ret)                           |
| Red        | Ikke kvalificeret (DNQ)                       |
| Red        | Ikke prækvalificeret (DNPQ)                   |
| Black      | diskvalificeret (DSQ)                         |
| White      | Ikke-startet (DNS)                            |
| White      | Løbet aflyst (C)                              |
| Light blue | Kun testet (PO)                               |
| Light blue | Fredag testkører (TD) (fra 2003 og fremefter) |
| Blank      | Har ikke testkørt (DNP)                       |
| Blank      | Ekskluderet (EX)                              |
| Blank      | Ikke ankommet (DNA)                           |
| Blank      | Trak ind før begivenheden (WD)                |
| P          | Poleposition                                  |
| H          | Hurtigste runde                               |
| PH         | Både poleposition og hurtigste runde          |

### Holdmesterskab
| Pos. | Hold                        | MAN | MAN | KNU | KNU | STU | STU | MAN | MAN | ÖST | ÖST | JYL | JYL | KNU | KNU | SOL | SOL | Point |
| ---- | --------------------------- | --- | --- | --- | --- | --- | --- | --- | --- | --- | --- | --- | --- | --- | --- | --- | --- | ----- |
| 1    | Chevrolet Motorsport Sweden | 2   | 2   | 1   | 2   | 5   | 3   | 2   | 3   | 3   | 4   | 2   | 4   | 3   | 1   | 4   | 4   | 493   |
| 1    | Chevrolet Motorsport Sweden | 6   | 4   | DSQ | 1   | 4   | 1   | 4   | 1   | 5   | 5   | 1   | 2   | 1   | 2   | 9   | 8   | 493   |
| 2    | Biogas.se                   | 4   | 6   | 6   | 7   | 7   | 6   | 7   | 7   | 4   | 2   | 6   | 5   | 6   | 3   | 6   | 6   | 411   |
| 2    | Biogas.se                   | 1   | 1   | 2   | 3   | 6   | 2   | 1   | 4   | 2   | 6   | 3   | 3   | 4   | Ret | 1   | 1   | 411   |
| 3    | IPS Team Biogas             | 5   | 5   | 4   | 6   | 3   | 4   | 6   | 5   | Ret | 7   | 4   | 1   | 2   | 4   | 3   | 5   | 356   |
| 3    | IPS Team Biogas             | 3   | 3   | 5   | 5   | 2   | 11  | 5   | 6   | Ret | 3   | 5   | Ret | 5   | 5   | 2   | 2   | 356   |
| 4    | Honda Racing Sweden         | Ret | DNS | 3   | 4   | 1   | 5   | 3   | 2   | 1   | 1   | Ret | Ret | Ret | 5   | 5   | 3   | 178   |
| 5    | SEAT Sport Sweden           | Ret | 8   | 8   | Ret | 13  | DNS | Ret | 9   | Ret | 8   | Ret | 10  | Ret | 7   | Ret | Ret | 93    |
| 5    | SEAT Sport Sweden           | 7   | Ret | 7   | 8   | 10  | 12  | 11  | 8   | DNS | DNS | 7   | 9   | 7   | 8   | 7   | 10  | 93    |
| 6    | NP Racing                   | 8   | 7   | 9   | 9   | 8   | 7   | Ret | 10  | Ret | 9   | 8   | 6   | 8   | 9   | 8   | 7   | 55    |
| 7    | BMS Event                   | 10  | 10  | Ret | 12  | 11  | 10  | 9   | Ret | 6   | 12  | 12  | 7   | 9   | 10  | 10  | 9   | 48    |
| 7    | BMS Event                   | Ret | 9   | 10  | 11  | 9   | 8   | 8   | 11  | 7   | 10  | 9   | 11  | 10  | Ret | 11  | 11  | 48    |
| 8    | Memphis Racing              | 11  | Ret | DNS | DNS | 12  | 9   | 10  | 12  | 8   | 11  | 9   | 11  | 10  | Ret | DNS | DNS | 11    |
| 9    | G-Rex Sweden                |     |     | Ret | 10  | Ret | DNS | Ret | Ret | 9   | Ret | 10  | Ret | DNS | DNS | DNS | DNS | 4     |
| 10   | MECA                        | 9   | Ret |     |     |     |     |     |     |     |     |     |     |     |     |     |     | 2     |
| Pos. | Hold                        | MAN | MAN | KNU | KNU | STU | STU | MAN | MAN | ÖST | ÖST | JYL | JYL | KNU | KNU | SOL | SOL | Point |

| Farve      | Resultat                                      |
| ---------- | --------------------------------------------- |
| Guld       | Vinder                                        |
| Silver     | 2. plads                                      |
| Bronze     | 3. plads                                      |
| Grøn       | points                                        |
| Blue       | ingen points                                  |
| Blue       | Ikke-klassificeret (NC)                       |
| Purple     | Ikke fuldført (Ret)                           |
| Red        | Ikke kvalificeret (DNQ)                       |
| Red        | Ikke prækvalificeret (DNPQ)                   |
| Black      | diskvalificeret (DSQ)                         |
| White      | Ikke-startet (DNS)                            |
| White      | Løbet aflyst (C)                              |
| Light blue | Kun testet (PO)                               |
| Light blue | Fredag testkører (TD) (fra 2003 og fremefter) |
| Blank      | Har ikke testkørt (DNP)                       |
| Blank      | Ekskluderet (EX)                              |
| Blank      | Ikke ankommet (DNA)                           |
| Blank      | Trak ind før begivenheden (WD)                |
| P          | Poleposition                                  |
| H          | Hurtigste runde                               |
| PH         | Både poleposition og hurtigste runde          |